# Gaston, hertig av Orléans
Gaston Jean-Baptiste, hertig av Orléans, född 25 april 1608 i Fontainebleau och död 2 februari 1660 i Blois, var en fransk prins; tredje son till kung Henrik IV av Frankrike och hans hustru Maria av Medici.

## Biografi
Gaston fick av sin äldre bror, kung Ludvig XIII, hertigdömet Orléans och grevskapet Blois i apanage, när han 1626 gifte sig med Maria av Montpensier. Gaston deltog i alla ränker och sammansvärjningar emot Richelieu, men lämnade fegt sina vänner, bl.a. Henri Coiffier de Ruzé d'Effiat i sticket. Efter Ludvig XIII:s död var han (1644-1646) Frankrikes generalståthållare och hade lycka i kriget mot spanjorerna i Flandern. Under Fronden (1648-1652) vacklade han fram och tillbaka mellan det kungliga partiet och upprorsmännen och förvisades efter det förras seger till Blois. 

## Familj
Gaston gifte sig första gången 6 augusti 1626 i Nantes med Maria (d. 1627), dotter och arvtagare till Henri de Bourbon, hertig av Montpensier (d. 1608). Han gifte senare om sig 31 januari 1632 i Nancy med Margareta av Lothringen (d. 1672), syster till Karl IV av Lothringen. 

### Barn
- Anne av Montpensier (1627-1693) (Mademoiselle de Montpensier eller, från 1662,La Grande Mademoiselle, för att skilja henne från Mademoiselle, dotter till Monsieur, Ludvig XIV:s bror)
- Marguerite Louise (1645-1721), gift med Cosimo III de' Medici, storhertig av Toscana.
- Elisabeth Marguerite av Orleans (1646-1696), hertiginna av Alençon, gift med Louis Joseph av Guise.
- Françoise Madeleine av Orléans (1648-1664), gift med Karl Emanuel II av Savojen.
- Jean Gaston (1650-1652), hertig av Valois.
- Marie Anne (1652-1656), Mademoiselle de Chartres.